# Český Dub
Český Dub (deutsch Böhmisch Aicha, 1943–1945 Aicha (Sudetenland)) ist eine Kleinstadt im Okres Liberec in Tschechien.

## Geographische Lage
Die Stadt liegt im nördlichen Böhmen, südlich des Jeschken am rechten Ufer des Jeschkenbachs und zwölf Kilometer von Liberec (Reichenberg) entfernt.

## Geschichte

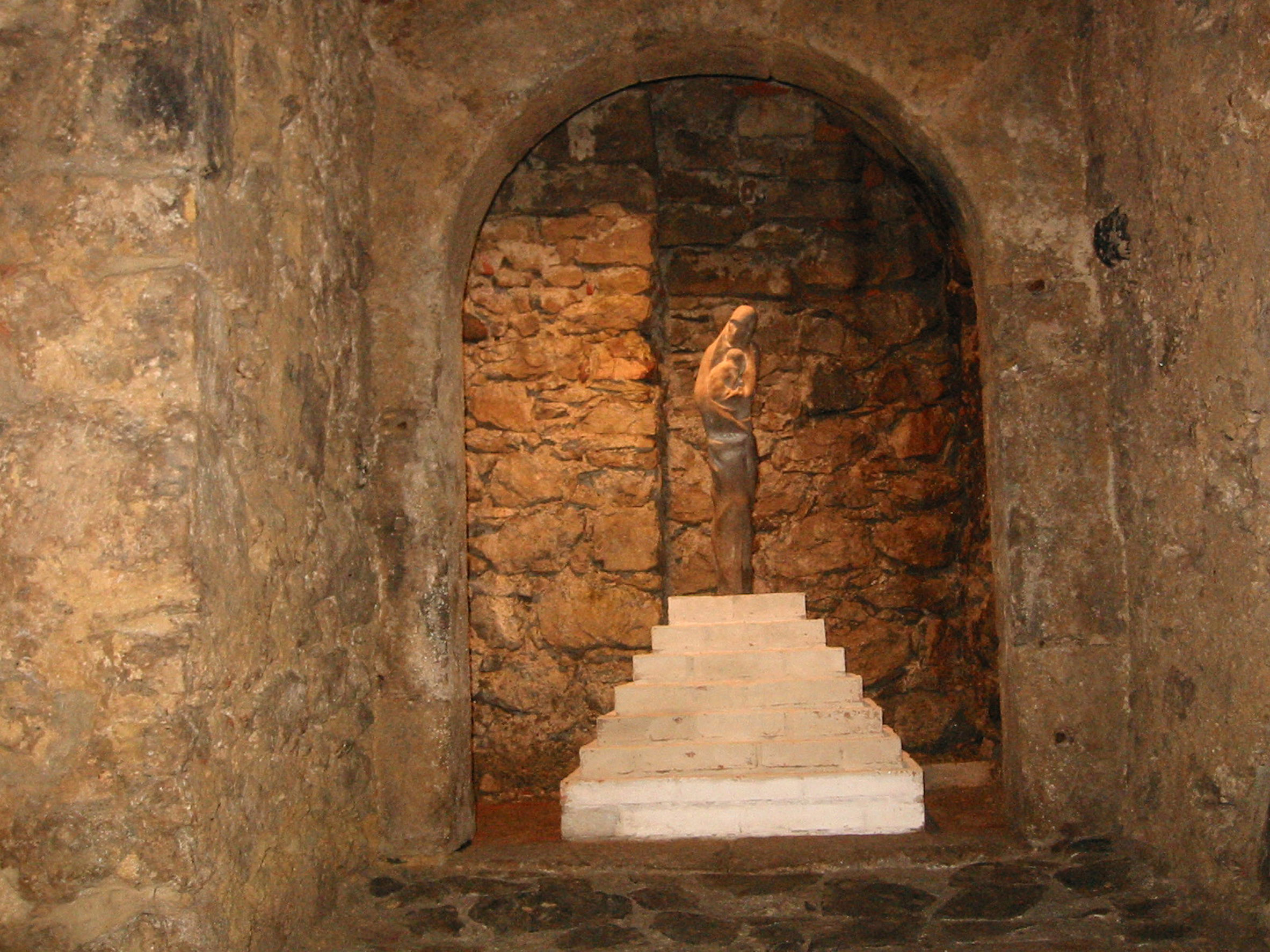
Teil des spätgotischen Kellergewölbes der in den 20er Jahren des 15. Jahrhunderts von den Hussiten zerstörten Kommende des Johanniterordens, das 1991 wiederentdeckt wurde

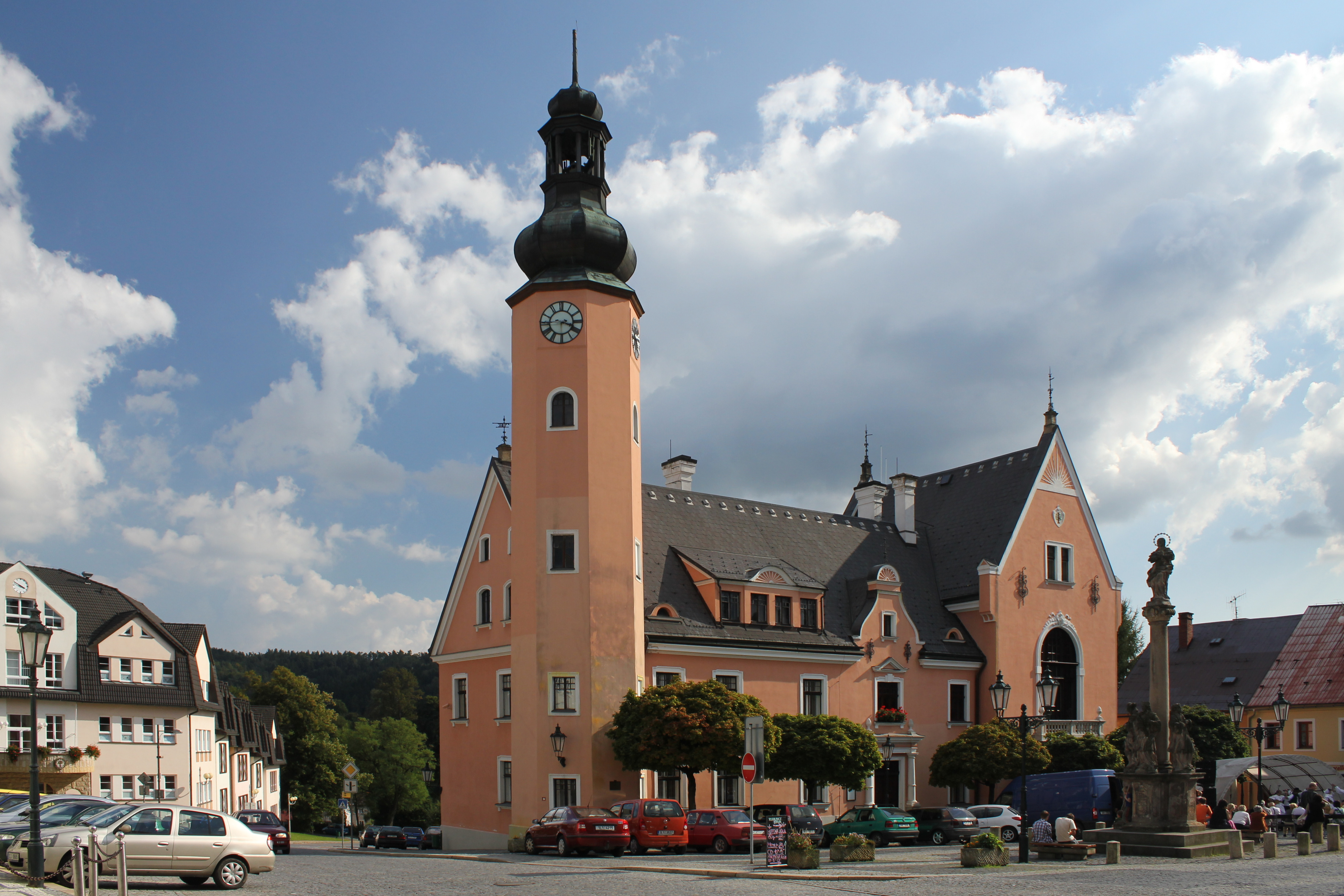
Stadtzentrum mit Rathaus

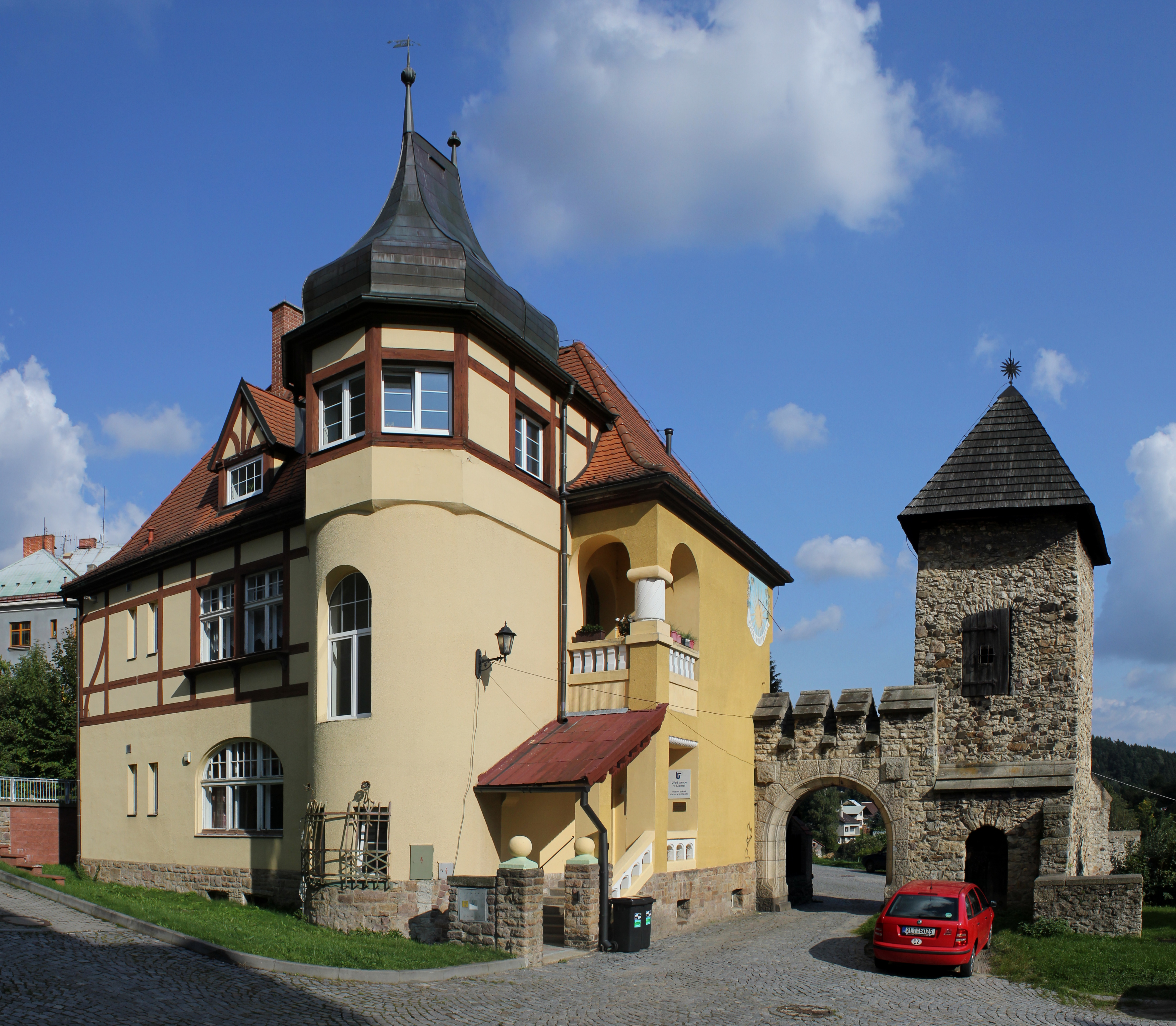
Fragment der mittelalterlichen Stadtbefestigung

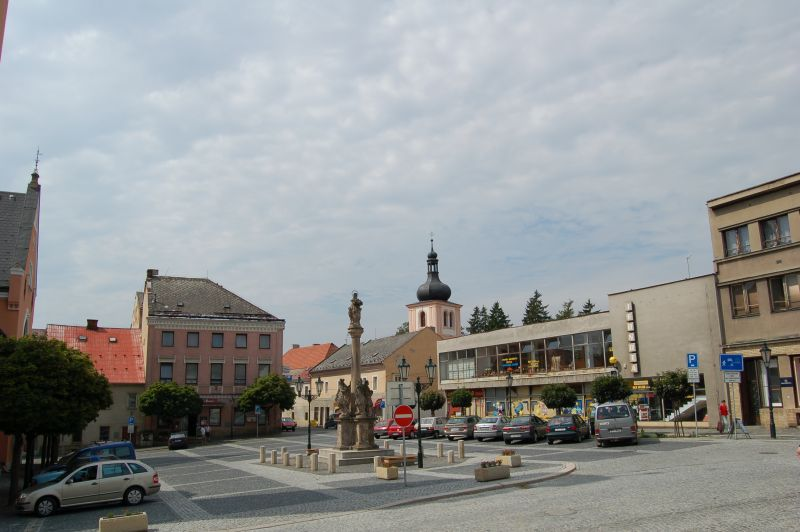
Stadtplatz mit einer von der Stadtgemeinde 1723 zu Ehren der Mutter Jesu sowie der Schutzpatrone Florian, Johannes, Franz und Rochus errichteten Bildsäule

Die Geschichte von Český Dub reicht bis ins 12. Jahrhundert zurück. 1109/1115 gründete Herzog Vladislav I. von Böhmen im Bereich der heutigen Stadt ein Jagdschloss mit Ansiedlungen namens Vladislavice und Swietla mit einer Pfarrkirche „Zum Heiligen Geist“. Die Ortsgründungen lagen am Handelsweg von Prag zum Gebiet der Sorben in der Lausitz. Einige Güter im Süden seines Herrschaftsbereiches schenkte Vladislav I. dem neu gegründeten Benediktiner-Kloster Kladruby. Weitere Besitzungen fielen um 1170 an die nahe Zisterzienser-Gründung Hradiště. Die Benediktiner erhielten zur Ausstattung die Burg Rabenstein in Aicha und umliegende Ländereien. Aus dem Bezirk entwickelte sich eine große Grundherrschaft, zu der etwa 53 mittelalterliche und 9 neuzeitliche Siedlungen und 11 Adelssitze gehörten. In seiner größten Ausdehnung hatte der Großgrundbesitz etwa 5.230 Hektar und umfasste in Nordböhmen die Orte Dörfel, Langenbruck, Hermannsthal, Kohlstatt, Jaberlich, Schartingen, Saskal, Maffersdorf (Vratislavice nad Nisou) (teilweise), Schimsdorf und Liebenstein.
Die Benediktiner von Kladruby verkauften ihren Grundbesitz 1237 an Gallus von Lämberg (Havel z Lemberka). Dieser übergab den Besitz in den vierziger Jahren des 13. Jahrhunderts an den Johanniterorden, der hier eine Kommende einrichtete. Der Ritterorden richtete ein Hospital ein und sorgte für den Ausbau von Český Dub zur Stadt. Als Gründungsjahr gilt 1291. Die heilige Zdislava, verehelicht mit Gallus von Lämberg, wurde zunächst in der Klosterkirche begraben, fand aber ihre letzte Ruhestätte in der Laurentiuskirche von Gabel.
Zwar hatten die Johanniter noch 1408 bis 1409 beachtliche Vermehrungen ihrer Dotation erhalten, doch wurde die Kommende 1425 und 1429 durch die Heereszüge der Hussiten unter Andreas Prokop dem Kahlen stark in Mitleidenschaft gezogen, erholte sich nicht mehr und löste sich schließlich auf. Die Kommende war vermutlich bereits 1423 in Brand gesteckt worden. Ihr Grundbesitz ging wieder in adlige Hände über. Zur Verteidigung gegen die Angriffe der böhmischen Hussiten legten die Oberlausitzer Stände eine Besatzung nach Český Dub.
1490 besaßen die Brüder Fabian und Hans von Tschirnhaus die Herrschaft. Nach dem Tode von Fabian und Hans verkaufte 1501 deren Bruder Michael von Tschirnhaus die „Pfandschaft Aicha“ an Ulrich Schaffgotsch.
1512 war der Oberste Burggraf von Böhmen, Johann von Wartenberg, Besitzer von Aicha. Er legte die Neustadt an und erbaute für sich selbst einen Herrensitz. Nach dem böhmischen Ständeaufstand von 1547 entzog König Ferdinand I. den Wartenbergern die Grundherrschaft Aicha-Friedstein. 1552 erwarb diese Jan (Johann, Hans) von Oppersdorff (Adelsgeschlecht), erhielt den erblichen Titel „Freiherr von Aich und Friedstein“ für sich und zwei seiner Brüder und gestaltete das Kloster in Böhmisch-Aicha und die spätgotische Burg Rabenstein zu einem repräsentativen Renaissanceschloss um. In den sechziger Jahren des 16. Jahrhunderts wurde auch ein Rathaus errichtet; die Bewohner des Ortes erhielten eine Reihe von Privilegien. Český Dub gelangte 1591 unter die Herrschaft der Familie Smiřický von Smiřice und 1622 in den Besitz Wallensteins.
Nach Wallensteins Tod 1634 bekam Johann Ludwig Hektor von Isolani die Grundherrschaft Aicha-Friedstein und deren Einkünfte aus Orten in Erbuntertänigkeit als Belohnung für seine Erfolge als General. Nach seinem Tode 1640 trat seine Tochter Anna Maria Elisabeth, verehelichte Freifrau von Saurau, das Erbe an, die 1648 starb. Weitere Erbin war ihre Schwester Regina, die 1653 das Kloster und die Grundherrschaft den Wiener Augustiner-Chorherren schenkte. 1782 wurde das Kloster Aicha durch Kaiser Joseph II. im Zuge der Säkularisation aufgelöst. 1820 erwarb Fürst Charles Alain de Rohan auf Schloss Sychrov für 512.200 fl. die Herrschaft Aicha, die 1945 den Nachkommen des Hauses Rohan durch die Beneš-Dekrete verloren ging.
Im 19. Jahrhundert entstanden mehrere erfolgreiche Textilbetriebe. Der Industrielle Franz Ritter von Schmitt (1816–1883) aus Braunau in Ostböhmen und seine Familie hatten dabei eine bedeutende Rolle als Arbeitgeber von mehr als 2000 Menschen mit vorbildlichen sozialen Einrichtungen. Es entstand ein Wasseranschluss mit einem Hochbehälter auf dem Schafberg, eine mehrklassige deutsche Volksschule und Bürgerschule für Jungen und Mädchen. Nach dem Jahr 1890 setzte in der bisher deutschsprachigen Stadt eine Zuwanderung von Tschechen ein. 1920 wurde Böhmisch-Aicha an das elektrische Stromnetz angeschlossen. Seit Anfang des 20. Jahrhunderts entwickelte sich der Tourismus.
Nach dem Ersten Weltkrieg wurde Böhmisch Aicha der neu geschaffenen Tschechoslowakei zugeschlagen. Es wurde nun neben der deutschsprachigen Schulausbildung auch eine tschechischsprachige Volks- und Bürgerschule eröffnet. Für qualifizierte Tätigkeiten in der Verwaltung wurden Sprachprüfungen in tschechischer Sprache erforderlich. 1923 schwächte eine Inflation der Geldwährung, 1929 und 1930 eine Massenarbeitslosigkeit die Ertragskraft der Textilbetriebe und führte zu Problemen im Zusammenleben der Deutschen und Tschechen. Český Dub erhielt eine Stadtbibliothek und ein Kino. Das Schmitt’sche Palais wurde ein Altersheim und die Villa der Glasfabrikanten Blaschka ein Museum mit interessanten Funden von der nahe gelegenen Teufelsmauer in Nordböhmen am Rande des Jeschken.
Nach dem Münchner Abkommen, das die Angliederung des Sudetenlandes an das Deutsche Reich vorsah, besetzten 1938 deutsche Truppen die Region. Böhmisch Aicha gehörte danach bis 1945 zum Landkreis Reichenberg, Regierungsbezirk Aussig, im Reichsgau Sudetenland. 1943 wurde der Ortsname in Aicha (Sudeten) abgeändert.
Nach Ende des Zweiten Weltkriegs erfolgte die Vertreibung der deutschen Einwohner Böhmisch Aichas. Durch den Bevölkerungsrückgang in dem Städtchen wurde dessen wirtschaftliche Entwicklung beträchtlich behindert.
Wichtigster Wirtschaftszweig der Gemeinde ist heute der Tourismus. Vor allem als Wintersportort hat Český Dub Bedeutung.

### Demographie
Bis 1945 war Böhmisch Aicha überwiegend von Deutschböhmen besiedelt, die vertrieben wurden.
| Jahr | Einwohner | Anmerkungen                                                                        |
| ---- | --------- | ---------------------------------------------------------------------------------- |
| 1830 | 1.819     | in 275 Häusern                                                                     |
| 1833 | 1.306     | in 207 Häusern, bis auf drei israelitische Familien sind alle Einwohner Katholiken |
| 1857 | 2.430     | am 31. Oktober                                                                     |
| 1900 | 2.715     | 1593 Deutsche, 1116 Tschechen drei Fünftel davon deutsche Einwohner                |
| 1930 | 2.880     | [ 10 ]                                                                             |
| 1939 | 2.014     | [ 10 ]                                                                             |

| Jahr      | 1970  | 1980  | 1991  | 2001  | 2003  |
| --------- | ----- | ----- | ----- | ----- | ----- |
| Einwohner | 2.987 | 2.952 | 2.904 | 2 847 | 2.698 |

## Stadtgliederung
Die Stadt Český Dub besteht aus den Ortsteilen Bohumileč (Bohumilitz), Český Dub I, Český Dub II, Český Dub III, Český Dub IV, Hoření Starý Dub (Ober Altaicha), Kněžičky (Kneschitz), Libíč (Liebitsch), Loukovičky (Loukowitschek), Malý Dub (Kleinaicha), Modlibohov (Nudelbaum, früher Modlitbow), Smržov (Smrzow), Sobákov (Sobaken), Sobotice (Katharinsfeld) und Starý Dub (Altaicha). Grundsiedlungseinheiten sind Bohumileč, Český Dub, Hoření Starý Dub, Kněžičky, Libíč, Loukovičky, Malý Dub, Modlibohov, Smržov, Sobákov, Sobotice und Starý Dub.
Das Gemeindegebiet gliedert sich in die Katastralbezirke Český Dub, Libíč, Modlibohov, Smržov, Sobákov, und Starý Dub.

## Sehenswürdigkeiten

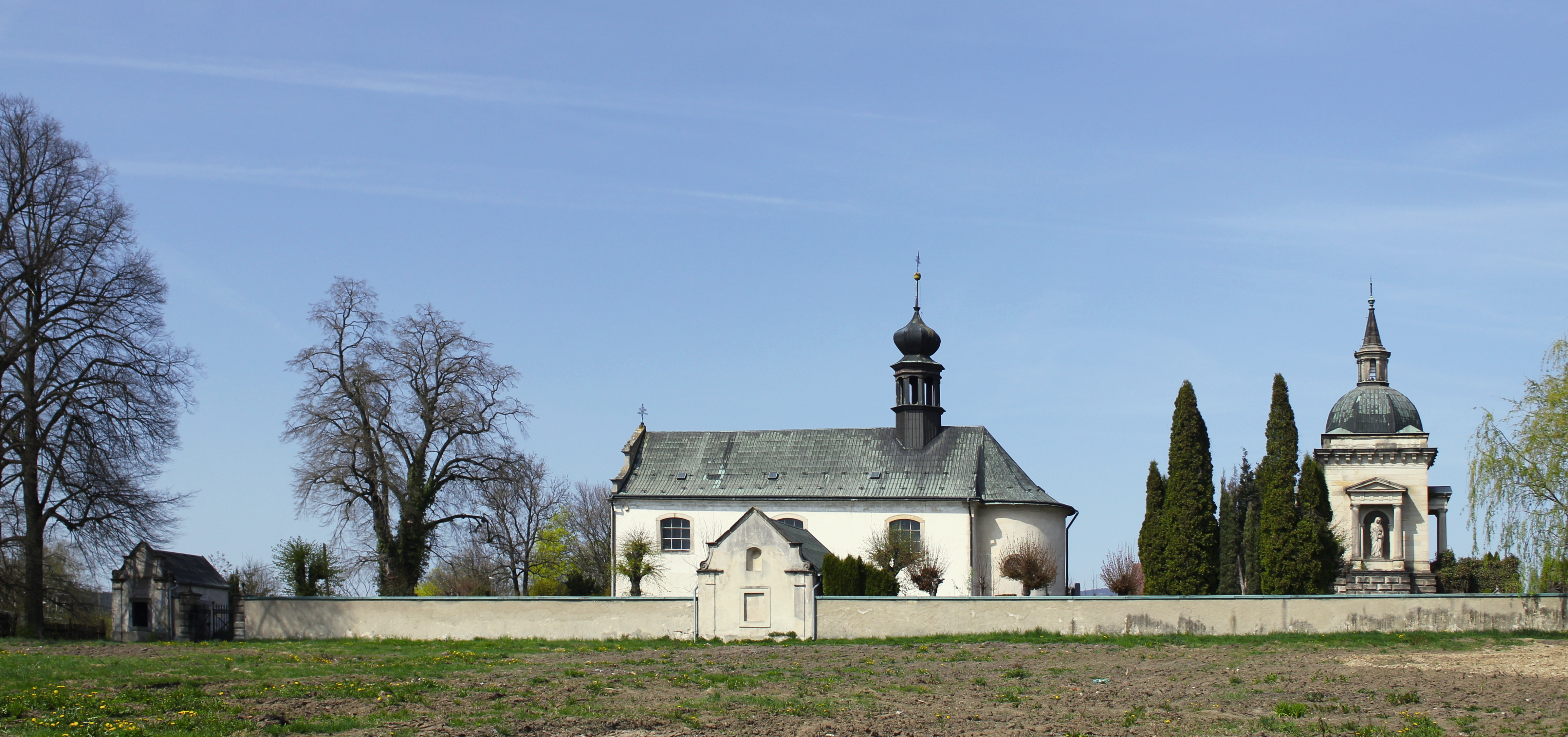
Heilig-Geist-Kirche mit Friedhof

- Grabungsstelle der Johanniter-Kommende: Die Anlage aus den Jahren 1240–1250 wurde am Ende des 15. Jahrhunderts mit einem Renaissance-Schloss so „überbaut“, dass die ursprünglichen Räumlichkeiten unter dem neuen Bauwerk erhalten blieben. Nach einem Brand 1859 entstand auf dem Grundstück ein Mietshaus, und erneut blieben die Räume der Kommende unbeschädigt und unentdeckt. Bei einer Bauuntersuchung 1991 fand man hinter einer Wand des Mietshauses den Zugang zum zweistöckigen Komplex der Kommende mit einer Reihe von Zimmern, einem großen romanisch-gotischen und einem kleineren Konventssaal und einer romanischen Kapelle, die Johannes dem Täufer geweiht war. Die Kapelle wurde 2001 neu geweiht. Die spätgotischen Kellerräume sind bisher nicht öffentlich zugänglich.
- Befestigungsanlagen
- Jüdischer Friedhof
- Kirche der Sendung des Heiligen Geistes
- Kirche der Heiligsten Dreifaltigkeit
- Rathaus, errichtet 1565 im Stil der Renaissance, umgebaut 1905–1907 durch Ernst Schäfer
- Mariensäule, 1723
- Villa Schmitt, errichtet 1874
- Podještědské Muzeum Karoliny Světlé: Das 1919 gegründete Regional-Museum ist dem Leben und dem Werk der tschechischen Schriftstellerin Karolína Světlá (1830–1899) gewidmet. Es beherbergt eine landeskundliche und historische Sammlung, zu der auch der literarische Nachlass der Dichterin zählt. Seit 1993 ist das Museum für die Verwaltung der Räumlichkeiten der Johanniter-Kommende verantwortlich.

## Söhne und Töchter der Stadt
- Gustav Biedermann, deutschböhmischer philosophischer Schriftsteller
- Leopold und Rudolph Blaschka, deutschböhmische Glaskünstler
- Heinrich Kraus, akademischer Kunstmaler und Kopist